# 小行星5471
小行星5471（英語：5471 Tunguska）是一颗围绕太阳公转的小行星。1988年8月13日，艾瑞克·怀特·埃尔斯特在上普罗旺斯发现了此天体。
这颗小行星的绝对星等为30.51905029960982等。